# Leszek Rajski
Leszek Rajski (25 de noviembre de 1983) es un deportista polaco que compitió en esgrima, especialista en la modalidad de florete.
Ganó tres medallas en el Campeonato Europeo de Esgrima entre los años 2013 y 2022, en la prueba por equipos.

## Palmarés internacional
| Campeonato Europeo | Campeonato Europeo | Campeonato Europeo | Campeonato Europeo  |
| Año                | Lugar              | Medalla            | Prueba              |
| ------------------ | ------------------ | ------------------ | ------------------- |
| 2013               | Zagreb (Croacia)   | Medalla de plata   | Florete por equipos |
| 2018               | Novi Sad (Serbia)  | Medalla de bronce  | Florete por equipos |
| 2022               | Antalya (Turquía)  | Medalla de bronce  | Florete por equipos |